# 科苏梅尔岛
科苏梅尔岛（意为“燕子岛”），墨西哥尤卡坦半岛附近加勒比海中的一个岛屿。科苏梅尔岛隶属金塔纳罗奥州，为该州的一个市镇。行政中心位于圣米格尔德科苏梅尔（San Miguel de Cozumel），该地也是岛上的主要城镇。